# Жан Венсан
Жан Венсан (фр. Jean Vincent, 29 листопада 1930, Лабеврієр — 13 серпня 2013, Нант) — французький футболіст, що грав на позиції нападника. По завершенні ігрової кар'єри — тренер.
Виступав, зокрема, за клуби «Лілль» та «Реймс», а також національну збірну Франції.
Чотириразовий чемпіон Франції. Триразовий володар Кубка Франції. Дворазовий володар Суперкубка Франції. Триразовий чемпіон Франції (як тренер). Володар Кубка Франції (як тренер).

## Клубна кар'єра
У дорослому футболі дебютував 1950 року виступами за команду клубу «Лілль», в якій провів шість сезонів, взявши участь у 155 матчах чемпіонату. Більшість часу, проведеного у складі «Лілля», був основним гравцем атакувальної ланки команди.
1956 року перейшов до клубу «Реймс», за який відіграв 7 сезонів. Граючи у складі «Реймса» також здебільшого виходив на поле в основному складі команди. За цей час тричі виборював титул чемпіона Франції, ставав володарем Кубка Франції, володарем Суперкубка Франції (двічі). Завершив професійну кар'єру футболіста виступами за команду «Реймс» у 1963 році.

## Виступи за збірну
1953 року дебютував в офіційних матчах у складі національної збірної Франції. Протягом кар'єри у національній команді, яка тривала 9 років, провів у формі головної команди країни 46 матчів, забивши 22 голи.
У складі збірної був учасником чемпіонату світу 1954 року у Швейцарії, чемпіонату світу 1958 року у Швеції, на якому команда здобула бронзові нагороди, чемпіонату Європи 1960 року у Франції.

## Кар'єра тренера
Розпочав тренерську кар'єру невдовзі по завершенні кар'єри гравця, 1964 року, очоливши тренерський штаб клубу «Кан».
1970 року став головним тренером команди «Бастія», тренував команду з Бастії лише один рік.
Згодом протягом 1971—1976 років очолював тренерський штаб клубу «Лор'ян».
1977 року прийняв пропозицію попрацювати у клубі «Нант». Залишив команду з Нанта 1982 року.
Протягом одного року, починаючи з 1982, був головним тренером команди Камерун, керував діями африканців на чемпіонаті світу 1982 року, що проходив в Іспанії,
1982 року був запрошений керівництвом клубу «Ренн» очолити його команду, з якою пропрацював до 1984 року.
Протягом тренерської кар'єри також очолював команди «Ла Шо-де-Фон» та «Раджа» (Касабланка).
Останнім місцем тренерської роботи була національна збірна Тунісу, головним тренером якої Жан Венсан був з 1986 по 1987 рік.
| Дата       | Місто      | Господарі  | Результат | Гості             | Турнір                    | Голи | Примітки  |
| ---------- | ---------- | ---------- | --------- | ----------------- | ------------------------- | ---- | --------- |
| 17/12/1953 | Париж      | Франція    | 8 – 0     | Люксембург        | Відбір до ЧС 1954         | 2    |           |
| 30/05/1954 | Брюссель   | Бельгія    | 3 – 3     | Франція           | товариський матч          | 1    |           |
| 16/06/1954 | Лозанна    | Югославія  | 1 – 0     | Франція           | ЧС 1954 - 1-й етап        | -    |           |
| 19/06/1954 | Женева     | Франція    | 3 – 2     | Мексика           | ЧС 1954 - 1-й етап        | 1    |           |
| 09/10/1955 | Базель     | Швейцарія  | 1 – 2     | Франція           | товариський матч          | -    |           |
| 24/03/1957 | Лісабон    | Португалія | 0 – 1     | Франція           | товариський матч          | -    |           |
| 13/03/1958 | Париж      | Франція    | 2 – 2     | Іспанія           | товариський матч          | -    |           |
| 08/06/1958 | Норрчепінг | Франція    | 7 – 3     | Парагвай          | ЧС 1958 - 1-й етап        | 1    |           |
| 11/06/1958 | Вестерос   | Югославія  | 3 – 2     | Франція           | ЧС 1958 - 1-й етап        | -    |           |
| 15/06/1958 | Еребру     | Франція    | 2 – 1     | Шотландія         | ЧС 1958 - 1-й етап        | -    |           |
| 19/06/1958 | Норрчепінг | Франція    | 4 – 0     | Північна Ірландія | ЧС 1958 - чвертьфінал     | -    |           |
| 24/06/1958 | Стокгольм  | Франція    | 2 – 5     | Бразилія          | ЧС 1958 - півфінал        | -    |           |
| 28/06/1958 | Гетеборг   | ФРН        | 3 – 6     | Франція           | ЧС 1958 - матч за 3 місце | -    | 3-є місце |
| 16/03/1960 | Париж      | Франція    | 6 – 0     | Чилі              | товариський матч          | 1    |           |
| 18/10/1961 | Брюссель   | Бельгія    | 3 – 0     | Франція           | товариський матч          | -    |           |
| Усього     |            | Матчів     | 46        |                   | Голів                     | 22   |           |

## Досягнення

### Як гравця
- Чемпіон Франції:

«Лілль»: 1953–54
«Реймс»: 1957–58, 1959–60, 1961–62
- Володар кубка Франції:

«Лілль»: 1952–53, 1954–55
«Реймс»: 1957–58
- Володар Суперкубка Франції:

«Реймс»: 1958, 1960
- Чемпіон Європи (U-18): 1949
- Бронзовий призер чемпіонату світу: 1958

### Як тренера
- Чемпіон Франції:

«Нант»: 1972–73, 1976–77, 1979–80
- Володар Кубка Франції:

«Нант»: 1978–79